# لاوهیل
لاوهیل (به انگلیسی: Lawhill) یک کشتی بود. این کشتی در سال ۱۸۹۲ ساخته شد.